# 早川隼平
早川 隼平（はやかわ じゅんぺい、2005年12月5日 - ）は、埼玉県川越市出身のプロサッカー選手。Jリーグ・浦和レッズ所属。ポジションはミッドフィールダー、フォワード、ディフェンダー。

## クラブ歴
1FC川越水上公園から浦和レッズジュニアユース、同ユースに進んだ。高校1年次、2022年2月にトップチームに2種登録され、新型コロナウイルス感染者の発生に伴い開幕節京都サンガ戦でメンバー入りを果たしたが、同年の出場はなかった。
翌2023年も2月に二種登録されると、同年4月5日にルヴァンカップ・川崎フロンターレ戦で松崎快に代わって途中投入され、17歳4か月でトップチーム初出場を記録した。この記録はクラブ史上5番目の若さとなった。その後同月19日にルヴァンカップ・湘南ベルマーレ戦で初先発初得点を記録した。この初得点はJリーグの公式戦だとエスクデロ競飛王の記録を抜いてクラブ史上最年少、天皇杯 JFA 全日本サッカー選手権大会を含めると邦本宜裕に次いで歴代2位の記録となった。さらに23日にはJ1リーグ・川崎フロンターレ戦で初出場を記録し、Jリーグデビューとなった。同月30日に行われたAFCチャンピオンズリーグ2022 決勝第1試合ではベンチ入り、81分に大久保智明に代わって投入されてAFCチャンピオンズリーグ初出場を果たした。8月10日、浦和レッズユース在籍中にプロ契約を締結した。9月10日、ルヴァンカップ準々決勝第2戦のガンバ大阪戦に先発出場し、前半41分の時点でクラブ史上最年少となるA契約可能な450分出場を達成した。17歳9か月5日での達成は、原口元気の17歳11か月17日を抜いてクラブ史上最年少の記録となった。10月31日、ルヴァンカップでの活躍が評価され、史上最年少となる17歳10か月（高校3年生）でのニューヒーロー賞受賞を果たした。
2024年5月7日、ファジアーノ岡山への育成型期限付き移籍が発表された。
2025年1月5日、浦和レッズへの復帰が発表された。

## 所属クラブ
- 1FC川越水上公園
- 2018年 - 2020年 浦和レッズジュニアユース
- 2021年 - 2023年 浦和レッズユース
  - 2022年 - 2023年8月  浦和レッズ（2種登録選手）
- 2023年8月 -   浦和レッズ
  - 2024年5月 - 2024年12月  ファジアーノ岡山（育成型期限付き移籍）

## 個人成績
| 国内大会個人成績 | 国内大会個人成績 | 国内大会個人成績 | 国内大会個人成績 | 国内大会個人成績 | 国内大会個人成績 | 国内大会個人成績 | 国内大会個人成績 | 国内大会個人成績 | 国内大会個人成績 | 国内大会個人成績 | 国内大会個人成績 |
| 年度             | クラブ           | 背番号           | リーグ           | リーグ戦         | リーグ戦         | リーグ杯         | リーグ杯         | オープン杯       | オープン杯       | 期間通算         | 期間通算         |
| 年度             | クラブ           | 背番号           | リーグ           | 出場             | 得点             | 出場             | 得点             | 出場             | 得点             | 出場             | 得点             |
| 日本             | 日本             | 日本             | 日本             | リーグ戦         | リーグ戦         | リーグ杯         | リーグ杯         | 天皇杯           | 天皇杯           | 期間通算         | 期間通算         |
| ---------------- | ---------------- | ---------------- | ---------------- | ---------------- | ---------------- | ---------------- | ---------------- | ---------------- | ---------------- | ---------------- | ---------------- |
| 2023             | 浦和             | 35               | J1               | 11               | 0                | 8                | 1                | 1                | 0                | 20               | 1                |
| 2024             | 浦和             | 39               | J1               | 0                | 0                | 0                | 0                | -                | -                | 0                | 0                |
| 2024             | 岡山             | 39               | J2               | 15               | 2                | -                | -                | 1                | 0                | 16               | 2                |
| 2025             | 浦和             | 39               | J1               |                  |                  |                  |                  |                  |                  |                  |                  |
| 通算             | 日本             | 日本             | J1               | 11               | 0                | 8                | 1                | 1                | 0                | 20               | 1                |
| 通算             | 日本             | 日本             | J2               | 15               | 2                | -                | -                | 1                | 0                | 16               | 2                |
| 総通算           | 総通算           | 総通算           | 総通算           | 26               | 2                | 8                | 1                | 2                | 0                | 36               | 3                |

- 2022年、2023年（8月9日まで）は二種登録選手
- 2022年は出場なし

| 国際大会個人成績 | 国際大会個人成績 | 国際大会個人成績 | 国際大会個人成績 | 国際大会個人成績 |
| 年度             | クラブ           | 背番号           | 出場             | 得点             |
| AFC              | AFC              | AFC              | ACL              | ACL              |
| ---------------- | ---------------- | ---------------- | ---------------- | ---------------- |
| 2022             | 浦和             | 46               | 1                | 0                |
| 2023/24          | 浦和             | 35               | 1                | 0                |
| 通算             | AFC              | AFC              | 2                | 0                |

出場歴
- Jリーグ初出場 - 2023年4月23日 J1第9節 川崎フロンターレ戦 (等々力陸上競技場)
- Jリーグ初得点 - 2024年5月26日 J2第17節 ベガルタ仙台戦 (ユアテックスタジアム仙台)

## タイトル

### クラブ
浦和レッズ
- AFCチャンピオンズリーグ：1回（2022年）

### 個人
- Jリーグカップ ニューヒーロー賞：（2023年）

## 代表歴
- U-17日本代表
  - 第4回J-VILLAGE CUP U18（2022年）
- U-19日本代表
  - 第49回モーリスレベロトーナメント（2023年）